# Gouverneurswahlen in den Vereinigten Staaten 2017
Die Gouverneurswahlen in den Vereinigten Staaten 2017 wurden als Teil der allgemeinen Wahlen am 7. November 2017 abgehalten. Es standen die Gouverneure der Staaten Virginia und New Jersey zur Wahl.

## Ausgangslage und Wahl
Der republikanische Amtsinhaber in New Jersey, Chris Christie, war nicht wiederwählbar, das das Gesetz maximal zwei Amtszeiten zulässt. Der demokratische Gouverneur von Virginia, Terry McAuliffe, konnte gemäß dem Gesetz nach einer Amtszeit nicht wiedergewählt werden.
Beide Wahlen wurden von dem jeweiligen Bewerber der Demokratischen Partei gewonnen und die Gewählten im Januar 2018 in ihr Amt eingeführt. Die neue Amtszeit endet jeweils 2022.
| Staat      | Mandatsträger       | Kandidaten                                   | Bemerkungen                                                                                    |
| New Jersey | Chris Christie (R)  | Phil Murphy (D) 55,6 % Kim Guadagno (R) 42,3 | Der Amtsinhaber trat nicht wieder an. Der Posten wurde von der Demokratischen Partei gewonnen. |
| Virginia   | Terry McAuliffe (D) | Ralph Northam (D) 53,8 Ed Gillespie (R) 45 % | Der Amtsinhaber trat nicht wieder an. Der Posten wurde von der Demokratischen Partei gehalten. |